# Língua de sinais de Adamorobe
Língua de Sinais de Adamorobe (AdaSL) (em Portugal: Língua Gestual de Adamorobe) é uma língua gestual indígena, usada pela comunidade surda em Adamorobe, uma vila acã em Gana, África.
O número de usuários foi estimado em 2012 como sendo 41 pessoas com deficiências auditivas, mas muitos dos 3500 ouvintes da vila eram intérpretes com variados níveis de proficiência. O Ethnologue considerava a linguagem EGIDS 6a, "Vigorosa", ou seja, em uma situação sustentável. O Projeto de Línguas Ameaçadas, com data próxima e dado de 35 usuários nativos, a classifica como ameaçada. Em 2020, o número de 40 usuários surdos foi confirmado novamente.

## Etimologia
A Língua de Sinais de Adamorobe leva o nome da vila em que surgiu, na região Oriental do Gana. A comunidade se sobressai pela sua alta incidência de surdez hereditária, acima da média habitual e que perdura há mais de sessenta gerações.
Regionalmente, é chamada de Mumu Kasa, que significa literalmente "linguagem do surdo" ou "língua surda" no dialeto da língua acã falada pelos ouvintes da vila.

## Distribuição
A Língua de Sinais de Adamorobe é indígena ao município de mesmo nome, localizado no distrito de Akuapim do Sul, na região Oriental de Gana.

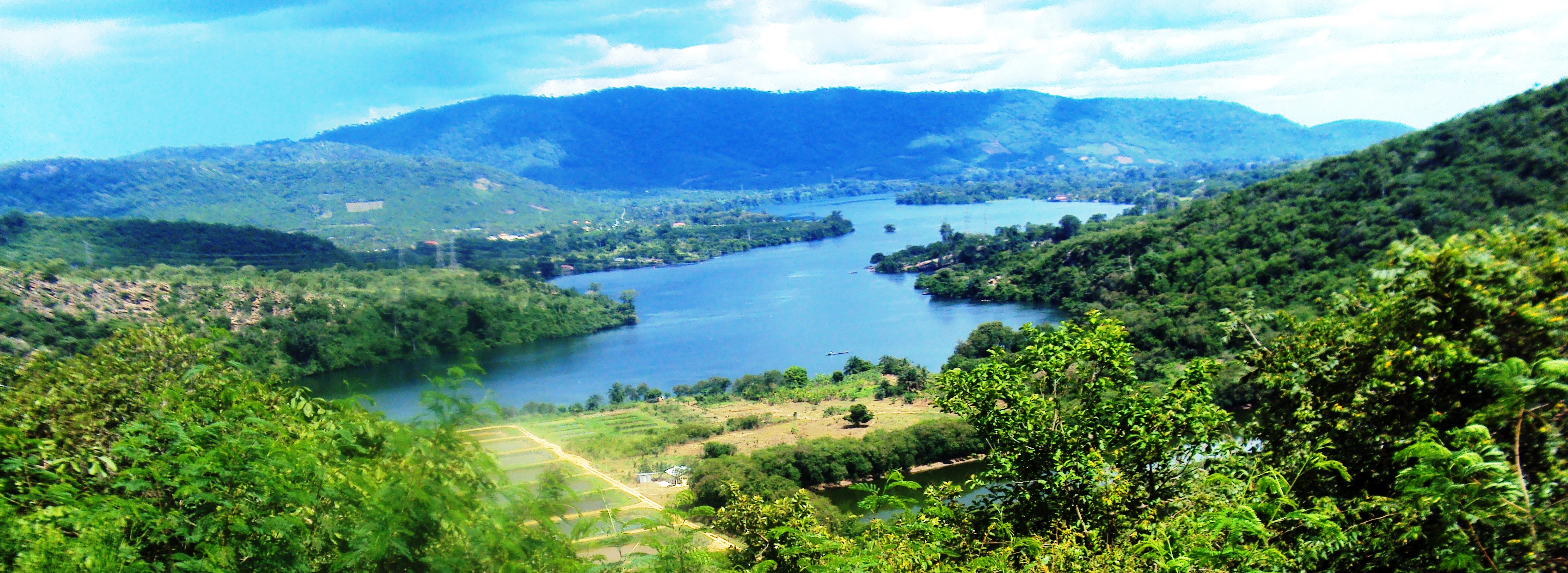
Lago Volta, na Região Oriental de Gana

A região Oriental (em inglês: Eastern) é uma das dezesseis regiões administrativas de Gana, e sua capital é a cidade de Koforidua. É conhecida como o berço da indústria do cacau e possui a única mina comercial de diamantes do país. Apresenta florestas tropicais densas e quedas d'água, atraindo turismo interno e externo. O Lago Volta, um dos maiores lagos feitos pelo homem do mundo, está localizado na região. A usina hidrelétrica da barragem de Akosombo utiliza-se de água do Lago Volta e é fonte de grande parte da energia do Gana.
O distrito de Akuapim do Sul (também grafado como Akwapem Sul) é um dos 26 corpos legislativos da região Oriental. Sua população é de 37 mil pessoas e sua economia é baseada em turismo e agricultura. O distrito leva o nome do maior grupo étnico local e é conhecido pelo festival de Odwira e pelo Jardim Botânico de Aburi.
A cidade de Adamorobe é uma das principais cidades de Akuapim do Sul. Localiza-se a 40 quilômetros da capital da república Accra, com a qual tem ligações econômicas e sociais próximas, e a duas horas de caminhada da capital distrital de Aburi. A língua mais falada é o dialeto de Akuapem Twi, seguido pelo dialeto Fante. Habitantes podem ter grau de fluência em Gã, falada em cidades vizinhas, e poucos dominam o inglês. A economia da vila era tradicionalmente baseada em agricultura e caça no passado. A cidade tem passado por um crescimento rápido devido ao fluxo de imigrantes, vindos principalmente da capital Accra. Esse crescimento prejudicou a manutenção de tradições da comunidade.

## Classificação
Essa língua gestual indígena surgiu de forma totalmente independente da Língua Gestual de Gana, predominante no país (essa última derivada da ASL). Apesar da AdaSL ser documentada e reconhecida, a única língua oficial de Gana é o inglês. Pelo caráter isolado de seu surgimento, a língua é sintática e morfologicamente comparada ao dialeto axante, ou Akwapem Twi de Adamorobe, sendo chamada pelos usuários de "complementar mas não equivalente" a essa.
É um dos sinais de família, ou línguas de sinais rurais, indígenas ao Gana, assim como a Língua de sinais de Nanabin (NanaSL). Ambas surgiram espontaneamente em locais diferentes, com o mesmo objetivo de incluir uma parte da população composta por pessoas surdas.
Outras línguas de sinal indígenas faladas em pequenas comunidades com altos índices de deficiência auditiva também estão sendo estudadas. Entre elas estão a Kata Kolok falada em Bali, a Língua de Sinais da Ilha da Providência e a Língua Beduína de Sinais de Al-Sayyid. A Língua de Sinais de Vinhedo de Marta havia se originado em um contexto semelhante, mas foi extinta antes de ser catalogada.

## História
Há evidência para acreditar que a Língua Gestual de Adamorobe exista desde 1733, usada tanto por pessoas com deficiência auditiva quanto por ouvintes, sendo assim a primeira população africana significativa a usar uma língua de sinais formal. Adamorobe foi apelidada de "mumfo krow", que significa "vila surda" em axante devido à ocorrência de surdez na comunidade.

### Mitos de criação
Existem mitos de fundação da cidade que reconhecem essa parcela da população, dando a ela origens mitológicas. Uma das origens conta que o deus surdo Adamorobe Kiti, durante um período de guerra, havia transformado animais em soldados humanos incapazes de falar. Outra lenda diz que, durante a guerra de Katamanso, os soldados da cidade usaram em si mesmos uma mistura que os garantia forças na batalha, mas os fazia perder sua audição. Há também a lenda de que um homem alto e esforçado teria sido um dos fundadores da vila, e seus filhos, assim como ele, eram surdos.

### Proibição de casamentos entre surdos
A porcentagem de pessoas geneticamente surdas na cidade constituía aproximadamente 11% em 1960, mas passou a ser 1,1% em 2012. Os dois principais motivos noticiados são a entrada de imigrantes que não carregam o gene recessivo responsável, e a proibição do casamento entre duas pessoas surdas em 1975 pelo chefe na época Nana Kwaakwaa Asiampong. Mesmo aqueles que possuíam um relacionamento público na época mantiveram-se sem filhos, por conta da existência de pressão social para a realização de procedimentos abortivos para a gravidez fruto desse tipo de relacionamento. A visão negativa das pessoas da aldeia para com a surdez impacta a disseminação do idioma, pois, bem como outros sinais rurais, seu aprendizado dá-se majoritariamente em situações familiares.

### Pesquisas e estudos

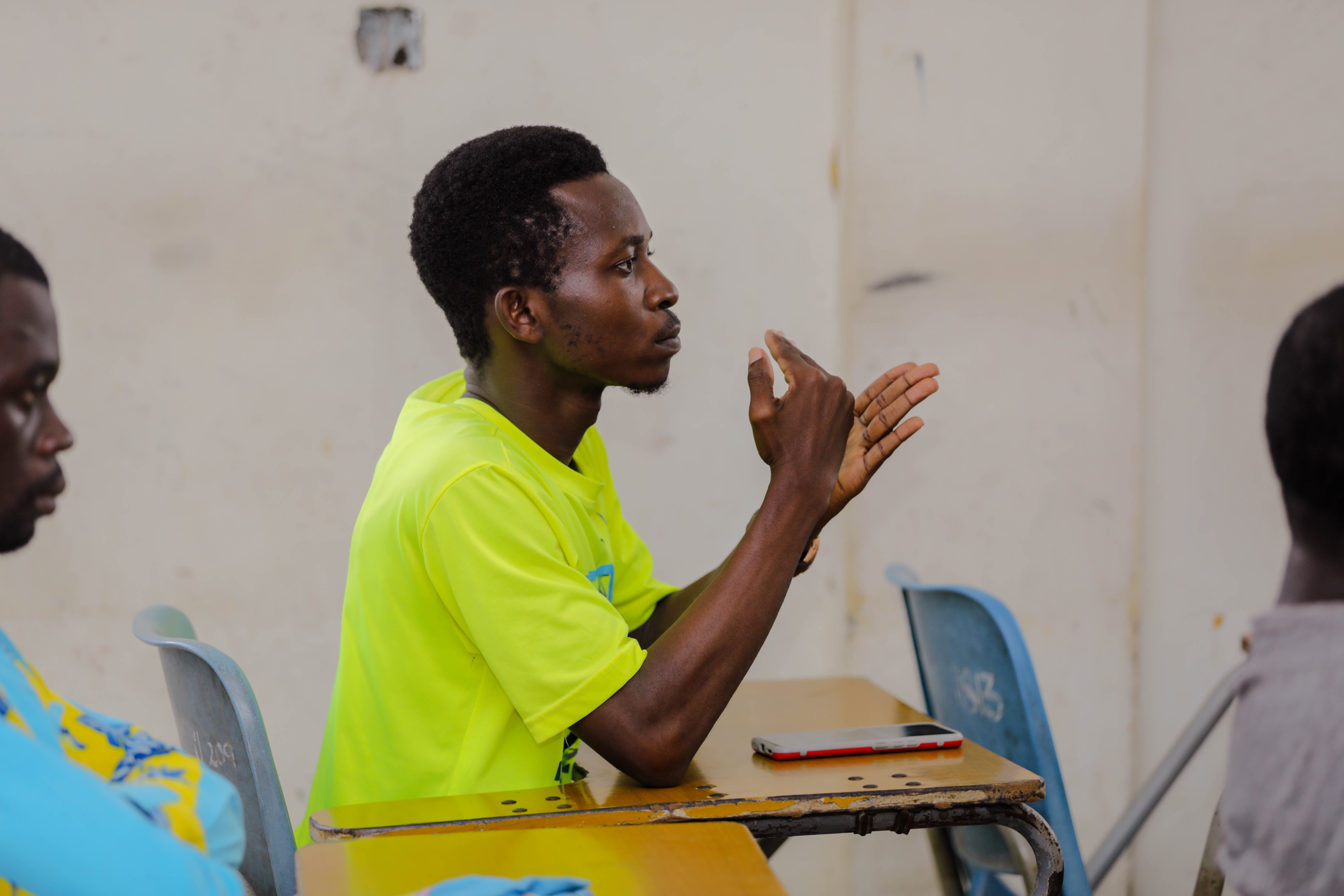
Participante de treinamento para deficientes auditivos em Gana

Estudos sobre línguas gestuais indígenas em Gana, principalmente o AdaSL, começaram em 1980, e, em 2000, tinham a participação de linguistas do país e de todo o mundo em sua documentação. Além do interesse linguístico, surge interesse por parte desses pesquisadores na cultura e crença das pessoas surdas nessa localidade.

### Educação de surdos
A primeira escola para surdos de Gana foi aberta em 1957 pelo Rev. Dr. Andrew Foster, na capital Acra, e pouco tempo depois uma unidade foi aberta em Mampong, Akuapim, na região leste, próxima a Adamorobe. Crianças surdas ou com baixa audição são ensinadas primariamente a Língua Sinal de Gana nas escolas, e a aquisição de AdaSL acontece majoritariamente a partir do contato com os usuários da linguagem dentro da própria comunidade.
A maioria dos adultos e idosos surdos em Adamorobe é analfabeta. Jovens em idade escolar que optam por continuar os estudos além do segundo grau seguem os estudos em escolas na capital Accra.

## Fonologia
A fonologia estuda as unidades mínimas que compõem um idioma. No caso de línguas gestuais, essas são as partes que formam os sinais, como movimento das mãos e posição dos dedos.
O AdaSL, especificamente, tem algumas unidades mínimas que são usadas para categorizar os sinais: formato da mão dominante, formato da mão não-dominante, mudança do formato da mão, tipo de signo (uma mão, duas mãos balanceadas ou desbalanceadas) e lugar do signo (cabeça, corpo, braço, perna, espaço). O sinal em AdaSL para vaca apresenta o signo na cabeça.

Existem também outros articulantes além das mãos, como as pernas, usadas nos sinais referentes a futebol e caminhar, por exemplo; os braços, usados nos sinais referentes a dança funerária e bebê, por exemplo; e o rosto e boca, sendo comum que sinais sejam acompanhados por movimento labial imitando ou referenciando a movimentação da boca de uma pessoa falando a palavra em acã. Exemplos desse último envolvem o sinal de tomate, em que o usuário move os lábios de forma a pronunciar twa, a palavra tomate em acã, e um dos sinais de mulher, que exige o uso da boca para fazer a forma de fu, em referência à palavra acã para mulher, nufunufu. O sinal em AdaSL para peixe (carne) apresenta movimento dos lábios e emissão de som.
Os formatos da mão possíveis são separados em seis categorias: dedo indicador selecionado, dedo indicador selecionado com polegar oposto, polegar selecionado, dedo indicador e/ou dedo médio selecionados, todos os dedos selecionados e separados e todos os dedos selecionados com polegar oposto. Cada categoria possui de duas a oito variações.

Gestos com dedos selecionados consistem em gestos onde um ou mais dos dedos se diferencia dos demais em sua posição. Normalmente, signos que usam apenas um dedo selecionado podem ser realizados com diferentes flexões dos metacarpos e falanges sem prejuízo de seu significado. Aqueles com dois dedos selecionados levam em conta a separação e flexão dos dedos selecionados e a posição dos dedos não selecionados na hora de determinar seu significado. Signos com todos os dedos selecionados têm seus significados determinados pela flexão e tensão dos metacarpos e falanges, bem como a separação dos dedos. O sinal em AdaSL para lagarto apresenta um formato de mão de dedo indicador selecionado.
Gestos com o polegar oposto são os que têm o polegar colocado em oposição aos outros dedos da mão, sendo, na maior parte dos casos, pressionado contra o indicador ou outro dedo.

## Gramática
A Língua de Sinais de Adamorobe se difere gramaticalmente da Língua de Sinais de Gana e do dialeto Akuapem Twi.

### Pronomes
Os pronomes em AdaSL são omitidos da maioria das orações. Sujeitos são nomeados ou dados pelo contexto.

#### Pronomes Pessoais
A Língua Gestual de Adamorobe possui um único sinal para a terceira pessoa do singular, sem marcação de gênero, que reconhece a existência de uma entidade. O pronome pessoal da primeira pessoa é normalmente omitido das orações.

#### Pronomes Possessivos
Em AdaSL, sinais ou construções exclusivamente expressando possessão são raros. Construções que permitem uma interpretação possessiva podem ser utilizadas no contexto de familiares ou bens, mas são incomuns. O sinal em Língua Gestual de Gana para ter é um empréstimo linguístico possível mas não amplamente utilizado.
A forma mais comum de transmitir pertencimento é através da justaposição de frases nominais. Um exemplo é a oração IX:homem INHAME-D'ÁGUA GRANDE RESERVADO ("o homem tinha um grande inhame d'água, o qual ele mantinha guardado", onde IX é um indicador apontando para a figura do homem, que pode ser traduzido como algo próximo a haver).
Os sinais de possessão podem estar completamente isentos em casos de familiares, ou quando o pertencimento já foi estabelecido previamente. Esse é o caso em MULHER OUVINTE ("minha mãe é ouvinte").

### Substantivos
Os substantivos costumam ser o primeiro sinal das orações.

#### Número
Um signo em AdaSL é utilizado especificamente para indicar o plural de um substantivo. O sinal de plural é utilizado logo após o sinal para o sujeito ou objeto a se modificar, como no exemplo da frase CRIANÇA(plural) BUSCAR IR ("buscar as crianças").
O sinal para todos pode comunicar números grandes, ou uma grande parcela do todo.

#### Iconicidade
Línguas de sinais apresentam alta iconicidade, definida como a formação de um signo de maneira a se assemelhar com seu significado. É comum que o gesto para um objeto em AdaSL faça referência a sua utilização, medida ou formato. Uma chave, por exemplo, pode ser sinalizada com uma mão fechada com polegar oposto, nós dos dedos voltados para a frente e movimento horizontal, como se o usuário segurasse uma chave e abrisse uma porta.

### Verbos
Verbos costumam ser o último signo de uma frase em AdaSL, ou são omitidos inteiramente da frase.
Conjugação
A Língua Gestual de Adamorobe não apresenta conjugação verbal em função de modo, tempo ou pessoa.
Para comunicar tempo, são usados signos específicos. Um deles está presente na oração AMANHÃ DE MANDIOCA DE ("amanhã eu irei e então te darei mandioca", sendo que o sinal de representa um movimento delimitado sem tradução específica). A distância temporal é detalhada com a medida de dias, semanas ou anos, sendo que HOJE DIA TRÊS pode significar "daqui em três dias" ou "três dias atrás". Para se referir ao futuro, usa-se junto à frase o signo de vir, e o passado dá-se com o uso do signo de ir, mas essa especificação não é usual.

#### Omissão de verbos
Os verbos ter e ser são omitidos na maioria dos casos, como acontece na frase OUVINTE DINHEIRO MUITO-DINHEIRO | SURDO DINHEIRO PEQUENO ("o ouvinte tem muito dinheiro, o surdo tem pouco dinheiro"). O verbo ter pode aparecer com o sentido de haver, existir ou viver através do sinal de um dedo indicador apontado. Esse mesmo sinal pode também indicar a localização de uma entidade.

#### Iconicidade
O AdaSL apresenta iconicidade em signos variados, com ênfase nos verbos de movimento. Verbos como pegar ou jogar sofrem alterações dependendo da forma do objeto. Ao se referir a um pote sendo colocado, por exemplo, um usuário do idioma altera a forma das mãos para um formato redondo enquanto realiza o sinal para colocar.

### Sentença
A forma das sentenças na Língua Gestual de Adamorobe é flexível. O significado das frases depende do contexto para ser entendido em muitos casos.

#### Ordem da frase e alinhamento
A ordem de sentenças simples em AdaSL segue a ordem de sujeito-objeto-verbo. Algumas inversões podem acontecer, colocando o objeto antes do sujeito. Por exemplo, a frase OVELHA TODOS OVELHA TODOS IX:homem ("o homem tinha muitas ovelhas") também é gramaticalmente correta. Na presença de adjetivos qualificativos, esses devem seguir o substantivo ao qual se referem. Sentenças em AdaSL não carregam artigos.
A ordem varia em orações com dois ou mais verbos.

#### Frases comparativas
Adjetivos comparativos são expressos por um único signo e ficam entre o substantivo e o adjetivo, como no caso de BANANA TAMANHO-DE-UMA-MÃO GRANDE ("uma banana grande, do tamanho de uma mão"). Os comparativos são relativos, dependendo do substantivo ao qual se referem. Frases comparativas podem ser usadas para caracterizar objetos específicos. É o caso de cubo de açúcar, sinalizado como AÇÚCAR TAMANHO-DA-PONTA-DE-UM-POLEGAR.

#### Negação
A negação em Adamorobe dá-se através da adição de um gesto de conotação negativa ao fim da frase. O gesto pode ser a negação de possessão, como em IX:eu NÃO-POSSUIR ("eu não tenho nada"), a ideia de recusa como em CHORAR RECUSA ("pare de chorar"), ou negativa simples ROUPAS NÃO ("eu não estou vestido").

#### Simultaneidade
Línguas de sinal são tridimensionais, ou seja, podem expressar conceitos diferentes ao mesmo tempo através do uso de expressões faciais ou signos diferentes em cada mão. O nome desse fenômeno é simultaneidade. Em AdaSL, a simultaneidade acontece através do acréscimo de preposições com uma mão a verbos e adjetivos predicativos sinalizados pela outra mão; e a adição de preposições com a mão dominante a substantivos sinalizados com a mão não-dominante.

## Vocabulário
Os signos para elefante, serpente, ovelha, mosquito, leão e caracol estão registrados em vídeos.
Outros signos em AdaSL aparecem em reportagens locais sobre a vila. Os sinais não são traduzidos.